# Стрелци (област Сливен)
 За другото българско село вижте Стрелци (Област Пловдив).  
Стрелцѝ е село в Югоизточна България, община Котел, област Сливен.

## География
Село Стрелци се намира на около 30 km северно от областния център Сливен и около 15 km запад-северозападно от общинския център Котел. Разположено е в югозападните разклонения на Лиса планина, между местните реки от поречието на Стара река – Бялата вода на около 2 km от юг и десния ѝ приток Арабадере от север. На около 4 – 5 km северно от селото има началото си река Голяма Камчия. Общински път води на запад от Стрелци до село Боринци, разклонение в което прави връзка на юг с третокласния републикански път III-484, а разклонение на запад води до село Майско и връзка в него с второкласния републикански път II-53. Черен път от село Стрелци на северозапад има дясно (северно) отклонение до село Дъбова и продължава на запад до село Черна вода. Надморската височина в селото при сградата на кметството е около 540 m.
Землището на село Стрелци граничи със землищата на: село Братан на север и изток; град Котел на югоизток (в участък около 125 m); село Кипилово на юг; село Боринци на запад; село Дъбова на северозапад.
Населението на село Стрелци, наброявало 643 души при преброяването към 1934 г. и 736 към 1946 г., намалява до 551 към 1985 г. и 347 (по текущата демографска статистика за населението) към 2021 г.
При преброяването на населението към 1 февруари 2011 г., от обща численост 440 лица, за 5 лица е посочена принадлежност към „българска“ етническа група, за 402 – към „турска“ и за 33 – „не отговорили“.

## История
През 1934 г. селото с дотогавашно име Туркоклѝи е преименувано на Стрелци.
На 7 декември 2006 към Стрелци са присъединени обезлюдените села Каменна и Ниска поляна.
Частно турско училище в селото съществува от 1923 г., ръководено от училищни настоятели. Намирало се е в двора на джамията. Учениците са изучавали религиозни и светски предмети. Учителите са назначавани от училищните настоятели. След 9 септември 1944 г. училището става държавно с наименование Държавно турско основно училище, помещавало се е в сградата на частното училище. През 1956 г. е построена нова сграда на училището с осем учебни стаи и отделна работилница за трудово обучение; открита е на 26 януари 1957 г. От 1959 г. основното училище носи името „Димитър Камбуров“. В новото училище се открива и полудневна детска градина. Училището приема ученици от селата Стрелци, Боринци, Каменна, Ниска поляна и Дъбова. Към 2002 г. в училището се обучават 80 ученика.

## Религии
В село Стрелци се изповядва ислям.

## Обществени институции
Село Стрелци към 2023 г. е център на кметство Стрелци.
В село Стрелци към 2023 г. има:
- действащо читалище „Пробуда – 1953“;[14][15]
- действащо общинско основно училище „Димитър Камбуров“;[16]
- джамия;[17]
- пощенска станция.[18]

## Редовни събития
Съборът на селото е на 6 май.

## Личности
Свързани със селото
- Ася Емилова (р. 1945), български политик, член на Държавния съвет на НРБ, бивш кмет на селото